# Amics del Teatre (Reus)
Amics del Teatre, va ser una entitat cultural creada a Reus el 1930 per una iniciativa de Josep Miquel i Pàmies i Josep Banús i Sans, membres tots dos de la Secció de Lletres del Centre de Lectura, preocupats per l'absència d'obres de teatre de qualitat a la ciutat.
L'any anterior s'havia creat a Sabadell una entitat anomenada també "Amics del Teatre" i a imitació d'ella, els reusencs, preocupats per les dificultats econòmiques dels empresaris teatrals que a causa de la crisi no feien desplaçaments a les ciutats mitjanes i petites, van organitzar aquesta agrupació "cooperativa", on els socis pagaven una quota mensual de quatre pessetes que donava dret a assistir, sense més despeses, a les dues funcions mensuals que s'organitzaven, excepte els mesos d'estiu, quan se suspenien les representacions. El Teatre Bartrina acollia, de franc, les empreses teatrals i en facilitava les actuacions. L'entitat, tot i que reglamentàriament no en formava part, estava vinculada estretament al Centre de Lectura, propietari del Teatre Bartrina. Els socis dels Amics del Teatre eren gairebé tots socis del Centre de Lectura.
Les primeres funcions van tenir lloc a mitjans de gener de 1930 per la companyia de Maria Palou. L'entitat va organitzar activitats durant sis anys, i es van fer 95 funcions. La companyia que va actuar més vegades va ser la de Ricardo Calvo i els autors més representats van ser Jacinto Benavente, Josep Maria de Sagarra, Joaquín i Serafín Álvarez Quintero i Eduard Marquina. El 27 de juny de 1935 va acabar l'actuació d'Amics del Teatre, davant les dificultats polítiques del moment.
Els contractes amb les companyies madrilenyes es feien a través del Teatre Barcelona de Barcelona. Les companyes castellanes tenien més èxit que les catalanes, per la seva qualitat artística i escènica. Però les barcelonines van actuar també amb gran èxit de públic. Es van representar en català obres de Sagarra, Rusiñol, Guimerà, Adrià Gual, Avel·lí Artís, i en castellà obres de Shakespeare, Dicenta, Ben Jonson, Ibsen, Tirso de Molina, i altres. Es va representar també Yerma, de García Lorca, i el poeta va assistir, el 1935, a la seva estrena a Reus.
L'estructura i l'organització dels Amics del Teatre s'assembla a la que adoptà l'Associació de Concerts per al seu funcionament.